# Albert Louis de Lichtervelde
Albert Louis de Lichtervelde, né à Gand (Belgique) le 16 août 1715 et décédé à Namur (Belgique) le 18 octobre 1796, était un prêtre et chanoine du diocèse de Gand, nommé évêque de Namur en 1779. Quinzième à occuper le siège de Namur, et dernier évêque de l'Ancien régime il ne fut remplacé par un successeur qu'en 1802, six ans après sa mort en 1796.

## Biographie
Né en 1715 d’une ancienne famille de la noblesse belge, Albert-Louis de Lichtervelde mena la plus grande part de sa carrière ecclésiastique à la Cathédrale Saint Bavon de Gand, où il fut successivement chanoine (1740), puis Doyen (1769), puis Prévôt (1772) de Gand ainsi que Vicaire-Capitulaire de la Cathédrale Saint Bavon de Gand (1778).
Désigné pour le siège épiscopal de Namur le 13 juin 1779, il y fit son entrée solennelle le 14 novembre 1780.
Bien qu'issu de la noblesse Lichtervelde s’adapte bien à un diocèse essentiellement rural. Son attitude est pastorale. À partir de 1787, il commença à s’opposer vigoureusement aux réformes religieuses que Joseph II voulait imposer. Cette attitude  lui valut une biographie flatteuse
Lorsqu'il refusa de fermer son séminaire, comme cela avait été ordonné – Joseph II souhaitant contrôler la formation du clergé des Pays-Bas méridionaux – l’autorité civile tenta de l’écarter de son diocèse et de le contraindre à se retirer dans un monastère. Lichtervelde déclara alors s’être soumis (ce qu’il nia plus tard) et il fut autorisé à rester à Namur. Néanmoins il continua à refuser d'envoyer ses candidats au sacerdoce au séminaire joséphiste de Louvain.
Lichtervelde eut le mérite de piloter adroitement son diocèse à travers les différents régimes qui se succèdent rapidement dans les Pays-Bas méridionaux : révolution brabançonne, retour des Autrichiens, première occupation française, retour des Autrichiens, retour définitif des Français... Contrairement à d'autres évêques qui avaient abandonné leur siège épiscopal, il ne quitta jamais la ville de Namur.
Mgr Albert-Louis de Lichtervelde meurt le 18 octobre 1796, à l'âge de 81 ans, dans sa ville épiscopale de Namur, devenue alors préfecture de la République française.

## Écrits
- Mandements, Lettres pastorales et ordonnances de Mgr Albert-Louis de Lichtervelde, évêque de Namur, Namur, G.-J. Lafontaine et F.-J. Lafontaine, 1780-1797.